# Plato (Colombia)
Plato è un comune della Colombia facente parte del dipartimento di Magdalena.
Il centro abitato venne fondato da Nicomedes Fonseca nel 1626.